# Stenzelberg (Pfälzerwald)
Der Stenzelberg ist ein 401,9 m ü. NHN hoher Berg im Pfälzerwald.

## Geographie

### Lage
Die Nordflanke des Berges gehört zur Ortsgemeinde Lindenberg und die Südflanke zur kreisfreien Stadt Neustadt an der Weinstraße. An seinem Südfuß befindet sich das Heidenbrunnertal. An seiner Südostflanke erstreckt sich das zu Neustadt gehörende Stadtviertel Schöntal. An seinem Nordfuß liegen außerdem die zu Lindenberg gehörenden Wohnplätze Alte Maschine, Forsthaus Krankental und Neue Maschine.
Unmittelbar östlich des Berges verläuft der Speyerbach und südlich der Heidenbrunnertalbach. Umliegende Berge sind der Schauerberg im Westen, das Schwalbeneck im Norden und der Wolfsberg im Osten.

### Naturräumliche Zuordnung
1. Großregion 1. Ordnung: Schichtstufenland beiderseits des Oberrheingrabens
2. Großregion 2. Ordnung: Pfälzisch-saarländisches Schichtstufenland
3. Großregion 3. Ordnung: Pfälzerwald
4. Region 4. Ordnung (Haupteinheit): Mittlerer Pfälzerwald
5. Region 5. Ordnung: Haardt

## Verkehr
Entlang seiner Ostflanke verläuft die Bundesstraße 39 und an seinem Südfuß entlang die Kreisstraße 4.

## Wirtschaft
An seinem Ostfuß befindet sich die frühere Achatmühle.

## Geschichte
Als Gemeinschaftsprojekt der Stadt Neustadt mit dem NABU wurde 2021 die Wand am Stenzelberger Steinbruch freigelegt, um den dort lebenden Falken verbesserte Bedingungen zum Brüten zu bieten.